# Lailly-en-Val
Lailly-en-Val település Franciaországban, Loiret megyében. Lakosainak száma 3100 fő (2022. január 1.). Lailly-en-Val Jouy-le-Potier, Saint-Laurent-Nouan, Baule, Beaugency, Dry és Ligny-le-Ribault községekkel határos.

## Népesség
A település népességének változása:
| Lakosok száma | 1311 | 1875 | 2054 | 2403 | 2901 | 3043 | 3112 | 3103 | 3101 | 3100 |
|               | 1968 | 1982 | 1990 | 2006 | 2013 | 2015 | 2017 | 2019 | 2020 | 2022 |